# Paintball (pel·lícula)
Paintball és una pel·lícula espanyola de terror del 2009 dirigida per Daniel Benmayor en el que va ser la seva òpera prima. Fou estrenada al Festival de Cinema de Tribeca. Ha estat doblada al català.

## Sinopsi
Un grup de vuit persones molt diferents entre sí i que no es coneixien prèviament, ni tampoc coneixen el lloc on són portats, s'apunten a jugar al paintball. Hi són portats amb els ulls embenats. Però el que sembla una simple aventura extrema acaba convertint-se en una cacera a l'home, en la qual algú, potser un d'ells, els ataca amb munició real.

## Repartiment
- Brendan Mackey...	David
- Jennifer Matter 	...	Anna
- Patrick Regis	 ...	Eric
- Iaione Perez	 ...	Iris
- Neil Maskell ...	Frank
- Anna Casas 	...	Brenda
- Peter Vives 	...	John
- Claudia Bassols	...	Claudia

## Producció
Produïda per Filmax, fou rodada en anglès a la Serra de Collserola i a castellar de n'Hug amb un repartiment internacional. Gran part de la pel·lícula està rodada en pla seqüència perquè d'aquesta manera no hi ha talls i això dona més credibilitat a la trama, que es grava en temps real, amb un ritme frenetic per tal que l'espectador sigui el novè jugador.

## Nominacions
Fou nominada al Gaudí als millors efectes especials en l'edició del 2010.